# Andrés Lamas
Andrés Lamas (né le 16 janvier 1984 à Montevideo) est un footballeur uruguayen. Il joue comme défenseur au Defensor SC.

## Palmarès
- Defensor Sporting Club
  - Champion d'Uruguay en 2007/08.
  - Vainqueur de la Liguilla Pre-Libertadores de América en 2006.